# Giulio Natta
Giulio Natta   (Porto Maurizio, 26 de febrer de 1903 - Bèrgam, 2 de maig de 1979) fou un enginyer químic i professor universitari italià guardonat amb el Premi Nobel de Química juntament amb Karl Ziegler l'any 1963 pels "els seus descobriments en el camp de la química i la tecnologia de polímers", en particular pel desenvolupament de catalitzadors capaços d'operar en l'estereoquímica del propilè de les reaccions de polimerització per a la producció de polipropilè isotàctic (polimeritzacions estereoespecífiques).

## Biografia
Giulio Natta va néixer a Porto Maurizio, aleshores capital de la província homònima (la d'Imperia va néixer als anys vint de la fusió amb Oneglia), el 26 de febrer de 1903, fill de Francesco Maria, magistrat, i Elena Crespi. La seva mare, ja vídua d'un reconegut metge anglès amb qui havia tingut una filla, es va encarregar activament de l'educació de Giulio des dels seus primers anys, ensenyant-li a llegir a una edat molt primerenca. Natta va romandre sempre lligat a la seva família i als seus llocs d'origen a la costa de Ligúria, on anava sovint quan era possible.
Llicenciat amb només 16 anys a l'institut clàssic Cristoforo Colombo de Gènova, va cursar el curs preparatori d'enginyeria de dos anys a la mateixa ciutat. L'any 1921 es va matricular al grau d'Enginyeria Industrial del Politècnic de Milà i l'any següent també esdevingué estudiant intern a l'Institut de Química General i Inorgànica del Politècnic. Llicenciat en Enginyeria Química l'any 1924, amb només 21 anys, amb Giuseppe Bruni, de seguida esdevingué el seu ajudant i, des del 1925 fins al 1933, fou responsable de la química analítica a la Politècnica. Paral·lelament, del 1929 al 1933, també va ser responsable de la química física a la Facultat de Ciències de la Universitat de Milà. En aquest període, Natta ja es va distingir per algunes de les seves investigacions en cristal·lografia i química industrial inorgànica.
Va estudiar i es va doctorar l'any 1924 en enginyeria química a l'Institut Politècnic de Milà. El 1933 fou nomenat professor de química a la Universitat de Pavia, el 1935 ho fou de la Universitat de Roma La Sapienza, entre 1936 i 1938 de l'Institut Politècnic de Química Industrial de Torí i finalment el 1938 cap del departament d'enginyeria química de l'Institut de Milà.
Natta morí el 2 de maig de 1979 a la seva residència de Bèrgam, ciutat de la Llombardia.

## Recerca científica
Les seves primeres investigacions van culminar en nous mètodes de síntesi del metanol, però a partir de 1950 es va dedicar gairebé exclusivament a la química dels alts polímers. L'any 1954 va aconseguir manufacturar polipropilè amb una alta cristal·lització fraccionant barreges amorfes, sent denominat "isotàctic" per la simetria espacial de la seva estructura molecular. Continuant els seus estudis sobre els polímers macromoleculars, va contribuir de manera extraordinària a l'actual coneixement del mecanisme d'acció dels catalitzadors estereoespecífics i dels polímers d'estructura espacial de gran regularitat.
El 1963 fou guardonat, al costat del químic alemany Karl Ziegler, amb el Premi Nobel de Química pels seus treballs en la tecnologia dels polímers d'alta massa molecular.